# Юдин, Павел Александрович (полный кавалер ордена Славы)
Па́вел Алекса́ндрович Ю́дин (1922—1983) — советский военнослужащий, командир расчёта 45-мм пушки 244-го гвардейского стрелкового полка (82-я гвардейская стрелковая дивизия, 8-я гвардейская армия , 1-й Белорусский фронт), гвардии старший сержант. Полный кавалер ордена Славы.

## Биография
Павел Александрович Юдин родился в деревне Мишунино Богородского уезда Московской губернии (в настоящее время Шатурский район Московской области) в крестьянской семье. Окончил 7 классов школы, фабрично-заводское училище. Работал в тракторной бригаде учётчиком.
В октябре 1941 года Кривандинским райвоенкоматом был призван в ряды Красной армии. С июня 1942 года на фронтах Великой Отечественной войны.
За бой у посёлка и МТС 5 февраля 1944 года, где он поразил одну огневую точку и уничтожил 15 солдат противника приказом по полку от 14 февраля 1944 года он был награждён медалью «За отвагу».
Наводчик 45-мм пушки гвардии рядовой Юдин 7 марта 1944 года в бою в 10 км юго-западнее населённого пункта Николаевка Днепропетровской области, поддерживая огнём пехоту, в составе расчета сжег 2 самоходных штурмовых орудия. Приказом по дивизии от 25 апреля 1944 года он был награждён орденом Славы 3-й степени.
28 января 1945 года в боях у села Гнёзно на подступах к городу Познань старший сержант Юдин, командуя расчётом, подавил 7 пулемётных точек, сжёг бронетранспортёр, разбил 2 повозки с боеприпасами, уничтожил большое число солдат противника. Приказом по армии от 18 апреля 1945 года он был награждён орденом Славы 2-й степени.
30 апреля 1945 года в боях на улицах Берлина со своим расчётом командир 45-мм пушки Юдин подавил 6 пулемётных точек и орудие противника. 1 мая он со своим расчётом метким огнём разбил наблюдательный пункт противника и автомобиль. Из личного оружия Юдин уничтожил 6 солдат противника. Был ранен, но из боя не вышел. Указом Президиума Верховного Совета СССР от 15 мая 1946 года старший сержант Юдин был награждён орденом Славы 1-й степени.

### Послевоенная жизнь
В 1946 году он демобилизовался, вернулся на родину. Жил в городе Рошаль Шатурского района, работал слесарем на химкомбинате.
Скончался 15 июля 1983 года.